# Leonard Roberts
Leonard Roberts (St. Louis, 17 de novembro de 1972) é um ator dos Estados Unidos. Bacharel em Interpretação pela DePaul University Theater School. Ele é mais conhecido por seus papéis como Sean Taylor em Drumline e Forrest Gates na quarta temporada de Buffy the Vampire Slayer.
Em 1998 ele participou no filme de Spike Lee He Got Game, onde partilhou a tela com renomeados actores como Denzel Washington e Ray Allen.
Participou da 1º e 2º temporada da série televisiva Heroes onde interpretou D.L. Hawkins, que é o marido fugitivo de Niki, que têm o poder de atravessar objetos sólidos, incluindo pessoas.

## Filmografia
- American Crime Story (2016) ... como Dennis Schatzman
- Private Practice (2009) ... como Ryan
- Red Sands (2009)
- Bully (2008) ... como Russell Northrop
- Heroes (2006-2007) ... como D.L. Hawkins
- Bones (2005) ... como D.A. Andrew Levitt
- Smallville (2005-2006) ... como Nam-Ek
- CSI: Miami (2004) ... como Brad Foster
- 24 (2003) ... como Guard Buchanan
- Tru Calling (2003)... como Blake
- Providence
- Drumline (2002) ... como Sean Taylor
- Joe and Max (2002) ... como Joe Louis
- JAG (2001) ... como Lieutenant Crawford
- Buffy the Vampire Slayer (1999-2000) ... como Forrest Gates
- He Got Game (1998) ... como D'Andre D. Winder
- Hoodlum (1997) ... como Tyrone
- Love Jones (1997) ... como Eddie Coles
- Street Smarts (1996) Driver's education video ... como o Guardião Angel Gemma
- Due South (1996) como Tyree Cameron 'White Men Can't Jump to